# Jean Boyé
Jean Boyé, né à Lalinde (Dordogne), le 7 juillet 1929 et mort le 29 juin 1997 à Cahors, est un artiste peintre français,,.

## Biographie

### Très jeune, la passion du dessin
La passion du dessin est venue très jeune à Jean Boyé. Ainsi, dès l'âge de 17 ans il dessina et durant toute son existence, il s’y est consacré. Il n’était pas le premier artiste dans sa famille puisque son grand-père, Julien Mallet, était ferronnier d'art. Il réalisa notamment les grilles du château des Milandes. C'est sans doute de lui qu’il tenait certaines dispositions qui devinrent une véritable vocation.

### Une formation exigeante
La formation de Jean Boyé fut approfondie et ses professeurs nombreux. À Périgueux, Il fut l'élève de Julien Saraben qui lui enseigna la technique, lui apprit la patience et lui donna le goût du labeur.
Ensuite, il a travaillé avec Maurice Albe, son maître tant sur le plan du dessin que de la peinture. Leur rencontre se fit par hasard. Revenant de Périgueux en compagnie de son père, ils s’arrêtèrent à Saint-Félix de Reilhac pour faire quelques croquis de ce village. Arrivés à Sarlat, ils allèrent chez les parents d'Alain Carrier qui tenaient le Café du Palais près de la poste ; leur fils, affichiste, graphiste, était là, il regarda les esquisses de Jean Boyé et lui présenta Maurice Albe.

### Le Périgord Noir
Pendant trois ans, il parcouru, avec Maurice Albe ce chantre de la société rurale du Périgord noir, routes de campagne et chemins creux, le chevalet sur l'épaule.
Jean Boyé garda de ces pérégrinations dans le Périgord noir, le gout des toitures en triangle et en pierres, des collines couvertes de bois et des causses parsemés de ruines. Toute sa vie, il restera profondément attaché à ses racines dont l'écrivain américain Henry Miller, lui écrira en 1952, qu’il était « le berceau d'une race d'hommes qui devrait, qui doit renaître. Nous avons perdu tout depuis le Cro-Magnon »,.

### L’arrivée à Paris
En 1950, Jean Boyé décida, pour parfaire ses connaissances, de s’installer à Paris. Il commence par fréquenter les musées et les expositions du moment où il cherche des compléments indispensables pour parfaire sa culture artistique.
Pendant ces mois de travail, il réalise notamment des nus. Il fait aussi des copies (antiquité, tableaux) au musée du Louvre.
C’est à Paris aussi qu’il découvre les arts primitifs dont il se sent très proche, notamment celui de la Polynésie. Mais bientôt, admis à l'Académie Julian, il entre dans la classe de dessin du sculpteur Jacques Zwobada, disciple de Rodin, et dans celle de Jules Cavaillès pour la peinture.
Il fréquente également l'atelier de croquis de la Grande-Chaumière. Une suite de nus au fusain provient de cette période.
Au cours de l’année 1953, attiré par l'art antique et la peinture de la Renaissance italienne, il se rend à Rome. Il y reste deux mois, le temps de se familiariser avec le travail des artistes de cette époque.
À son retour, Jean Boyé dessine au fusain de grands paysages inspirés par les vallées de la Beune, site typique du Périgord. Dans leur conception et leur réalisation, il intègre les principes essentiels acquis au cours des années précédentes.

### La rencontre avec Roger Bissière
En juin 1950, il découvre des peintures et des tapisseries de Roger Bissière, lors d'une exposition chez René Drouin place Vendôme, à Paris. Il est intensément séduit par son art novateur si bien qu'en août de la même année, il s'empresse de lui rendre visite à Boissièrette dans le Lot. Il le rencontrera plusieurs fois jusqu'en 1953. L'admiration pour le travail de l'artiste est alors complétée par l'amitié pour l'homme et pendant plusieurs années, il bénéficie de ses conseils.
C’est ainsi que Bissière l’influencera. Il dira à ce propos : « on est toujours influencé par ceux qu'on rencontre et par les travaux successifs qu'on exécute ». Peu à peu, à partir de ses dessins très structurés et avec l'apport de la couleur, sa technique a pris de l'envol avec des horizons plus larges qui participent à la fois du figuratif et du non figuratif.
À la même époque, Jacques Lassaigne, historien et critique d'art, originaire du Périgord, vivement intéressé par ses travaux, l'encourage et le fait exposer dans la galerie du Faubourg Saint-Honoré à Paris, chez Armand Drouant.
Plus tard, son inspiration se nourrira également de la symbolique attentivement étudiée dans les églises romanes et dans l'architecture paysanne de sa région natale.
Enfin, pour compléter ces années d'apprentissage, il s'inscrivit au cours supérieur d'arts et techniques graphiques de l'école Estienne et à celui de dessin animalier au Muséum national d'histoire naturelle à Paris.

## Formation
- École de dessin de Périgueux, élève de Julien Saraben et de Maurice Albe
- Académie Julian Paris, élève du sculpteur Jacques Zwobada pour le dessin et du peintre Jules Cavaillès
- Académie de la Grande-Chaumière Paris, atelier de croquis
- Rencontre en 1950 dans le Lot du peintre Roger Bissière dont il reçoit les conseils pendant quelques années
- Études d'art antique à Rome
- Copies au Musée du Louvre
- Copies des tapisseries de la Dame à la Licorne
- Cours de dessin animalier au Muséum national d'histoire naturelle à Paris
- Cours supérieur d'arts et de techniques graphiques École Estienne Paris
- Collaboration à l'atelier de lithographie du groupe Espace-demain Laurière Dordogne

## Quelques œuvres

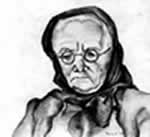
Portrait de l'arrière-grand-mère
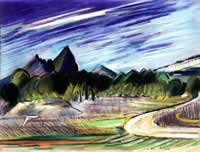
Pic languedocien
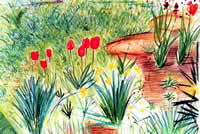
Art floral
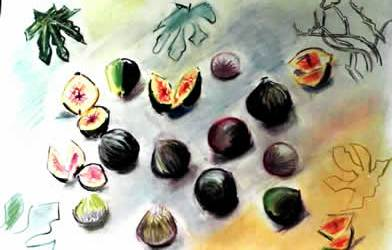
Les figues offertes
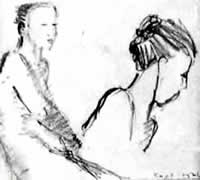
Dessin à la Grande Chaumière

## Zoom sur l'œuvre
- Si vous ne connaissez pas le sujet, laissez ce bandeau (vous pouvez alors contacter les auteurs).
- Si vous supprimez le contenu mis en cause (vous pouvez préalablement contacter les auteurs),

argumentez précisément cette suppression dans la page de discussion
(un manque de référence n'est pas un argument ; une recherche réelle de référence doit avoir été effectuée, être formellement documentée).

### Un style éclectique
Sur le plan technique, Jean Boyé a tout d'abord utilisé la mine de plomb, puis la pierre noire, la sanguine, le pastel, l'aquarelle et bien sûr la peinture à l'huile. Quant à sa méthode de travail elle était simple et normale. Il allait sur le motif faire une ébauche qui était ensuite construite et mûrie dans son atelier. Tous les jours, il dessinait, un peu comme un pianiste fait ses gammes quotidiennes, pour ne pas perdre la main et rester en contact permanent avec le métier.
Au niveau des sujets, il a peint les pinèdes du Languedoc où il a aussi résidé. Les étangs, la mer et le Périgord étaient également au menu. Régulièrement, il revenait en Dordogne reproduire ses paysages principalement ceux du Sarladais.
Dans son ouvrage consacré aux peintres du Périgord, Jean Michel Linfort écrit à propos des œuvres que Jean Boyé a consacré à la nature : « dans sa décantation de l’espace, Jean Boyé n’ausculte plus les conventions extrêmes » du paysage et « l’engloutissement habituel du décor dévoré par son reflet. Il spécule sur la fragmentation d’un paysage qu’il décrit dans des géométries nouvelles et allusives. Le rythme l’emporte ici sur la perspective ».
Ce style s’enracine dans un terroir Sarladais mais en cherchant à le déstabiliser par la recherche de nouvelles formes. C’est ainsi que sous l’influence de son maître cubiste, Maurice Albe, Jean Boyé « simplifie la gamme pour toucher l’arbre dans ses parties vives. Les couleurs primaires, le bleu et le jaune travaillent plus dans le contraste que dans les mélanges. L’artiste créée une surface visuelle dont la profondeur est brouillée et la verdure traitée en quelques traces. Entre espace et matière, la couleur s’identifie au motif. »
Dessinateur et pastelliste de talents, il souligne par une « ligne à peine ébauchée » l’impérialisme du contour « et son langage propre ». Dessin en main, « Boyé est l’homme de la réticence : coloriage limité », espace à mi-chemin de « la construction et de la déconstruction. La conception de l’espace reste dominée par la ligne, instrument d’une figuration où la couleur monochrome lui laisse le champ libre ». Il en résulte que la silhouette « garde sa prépondérance, lui accordant la solitude plutôt que la profusion. »

### Un homme de culture
Son œuvre, essentiellement figurative, sera marquée par ses études classiques. Ainsi, si l'art abstrait l'attira un certain temps, notamment durant sa période Bissière, il revint vite au figuratif qui était sa véritable inclination. Néanmoins, il appréciait beaucoup le travail des cubistes. Il l’avait d’ailleurs traduit dans son travail souvent très géométrisé.
Il était également passionné de cinéma, amateur notamment du néo-réalisme italien. Il affectionnait les images en noir et blanc dans le style des actualités de guerre. Il en aimait le gros grain comme s'il s'agissait d'un travail sur pierre lithographique ou au fusain. Presque à la même époque parait le très beau livre de photos de William Klein sur New-York, photos esthétiquement très proche de cette conception.
Il s’intéressait également à la mise en page, la calligraphie. Pour se perfectionner, il suivra des cours à l'École Estienne.

### Ses amis artistes
Enfin, il a bien connu François Augiéras, écrivain et peintre. Leur rencontre date de 1947 à Périgueux. Avec les peintres : Marcel Loth et Guy Célérier, l'écrivain Paul Placet et François Augiéras, ils formaient un petit groupe d’amis. Leurs rencontres furent marquées par l’apport de chacun, un enrichissement mutuel, mais également une vive effervescence sur le plan des idées,
Ce groupe se rencontra fréquemment en Périgord. L'art moderne, la musique, l’écriture sont l'objet de longues discussions où s’échafaudent leurs théories. Les discussions sont âpres car les esprits sont exigeants.
Après quelques années, au gré des hasards de la vie, le groupe se désagrège, chacun choisissant sa voie ; cependant les longues et diverses correspondances, les rencontres en Dordogne permettent à chacun de conserver des relations privilégiées.

### L’idéal d’une humanité retrouvée
Tout au long de ces années, tandis qu’avec ses amis, Jean Boyé s’évertuaient à commenter sensiblement les motivations des créateurs, il continua à peindre et à dessiner. Disparu maintenant, son œuvre forme une somme traçant, à travers la diversité des supports et des techniques, une ambition qui mêle à un paysage classique, une forme rigoureusement structurée et servant l’idéal d’une humanité retrouvée.

## Expositions et salons
Expositions réalisées de 1947 à 1997 :
- Sociétaire du Salon des Artistes Indépendants Paris
- Salon d'Automne Paris[22]
- Salon des Surindépendants Paris
- Salon de l'Île-de-France Bourg-la-Reine
- Biennale du Noir et Blanc la Garenne-Colombes
- Salon des Beaux-Arts de la Dordogne Périgueux
- Salon Art 24 Périgueux
- Salon National de peinture Souillac Lot
- Salon du Musée de Frontignan Hérault
- Salon International d'Arts plastiques Bédarieux Hérault
- Salon de peinture de Montélimar Drôme
- Salon Ville de Clairac Lot et Garonne